# Elizabeth Russell (Schauspielerin)

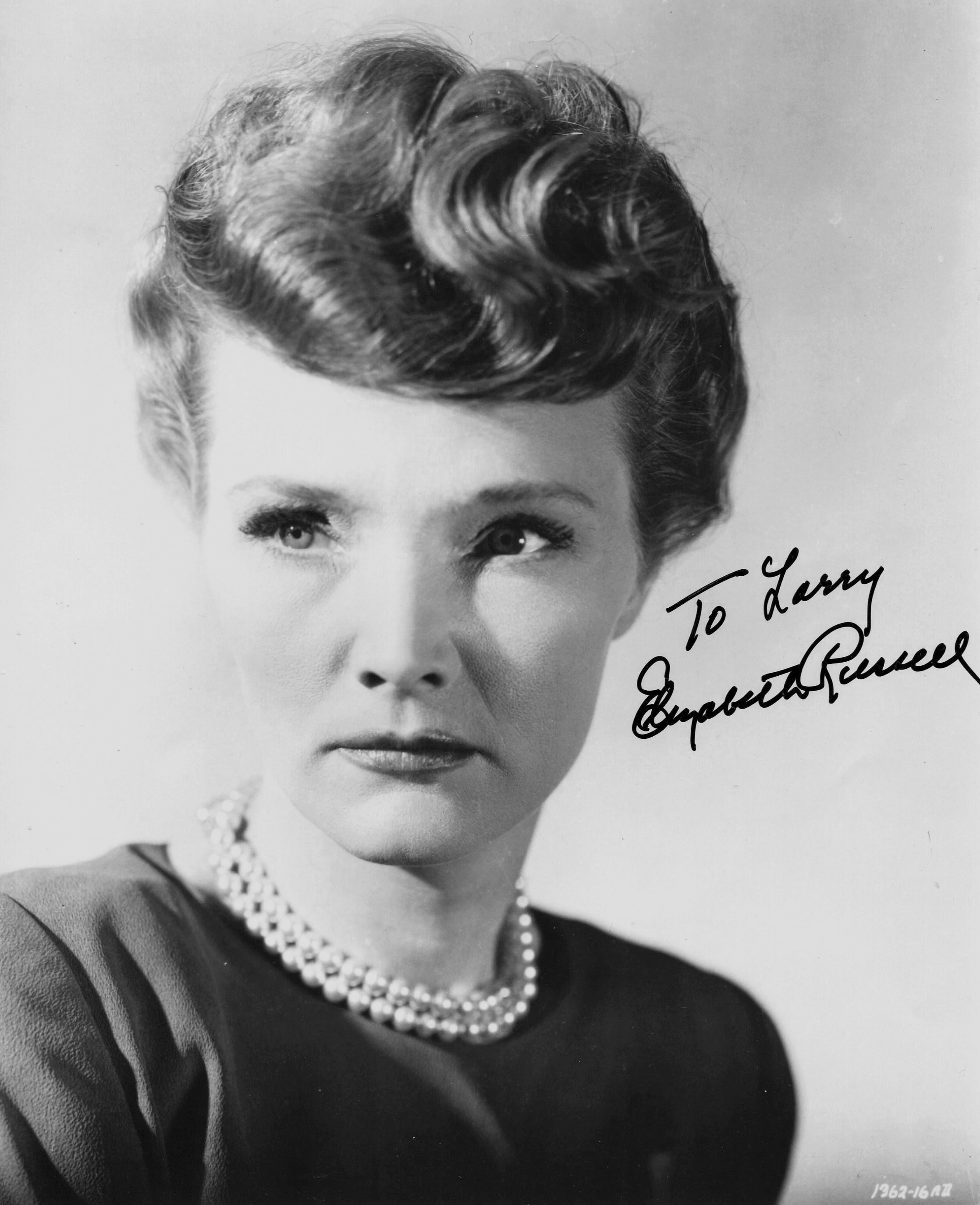

Elizabeth Russell (* 2. August 1916 in Philadelphia, Pennsylvania; † 4. Mai 2002 in Los Angeles, Kalifornien), geboren als Elizabeth Convery, war eine US-amerikanische Schauspielerin und ehemaliges Model, die heute besonders für ihre prägnanten Nebenrollen in einigen von Val Lewton produzierten Horrorfilmen bekannt ist. Sie war die Schwägerin von Rosalind Russell.

## Leben und Werk
Als Teenager ging Elizabeth mit Rosalind Russell zur Schule und freundete sich mit ihr an. Durch sie lernte sie auch Rosalinds Bruder John kennen, den sie 1929 heiratete. Kurz darauf begann sie als Model für die renommierte Agentur von John Robert Powers zu arbeiten, sie machte Werbung für Chesterfield, erschien auf den Titelseiten von Vanity Fair und Harper’s Bazaar. 1936 bekam sie ein Angebot von Paramount, man hatte dort einen Screentest von ihr gesehen und bot ihr einen Filmvertrag an. Ihre erste Rolle war ein Miniauftritt in Forgotten Faces (1936, Regie: Ewald André Dupont), ihre erste größere Rolle hatte sie in dem Drama Girl of the Ozarks (1936, Regie: William Shea). Ihr Wechsel vom Model- zum Filmgeschäft wurde auch von der Presse wahrgenommen. The Capital Journal schrieb 1936 über Models, „aus deren Reihen in den letzten Monaten viele potenzielle Filmstars aufgetaucht sind, darunter Miss Russell“ („... from whose ranks in recent months have been enlisted many potential motion picture stars, among them Miss Russell“.) Einige weitere Filme für Paramount folgten, bis der Vertrag wieder beendet wurde. 1937 wurde ihre Ehe mit John Russell geschieden, nun hatte sie allein für den gemeinsamen Sohn zu sorgen und begann wieder zu modeln.
Val Lewton, der für RKO eine Reihe von modernen Horrorfilmen produzierte, die mehr auf Psychologie und Vorstellungskraft als auf drastische Effekte setzten, war noch auf der Suche nach einer Darstellerin für eine signifikante Nebenrolle in seinem Film Katzenmenschen (1942, Regie: Jacques Tourneur). Auf einer Cocktailparty lernte Elizabeth Russell den Drehbuchautor Peter Viertel kennen, der ihr empfahl, sich bei Lewton vorzustellen. Lewton war fasziniert von ihrer katzenartigen Ausstrahlung und gab ihr die Rolle einer fremden, offenbar slawischen Frau, die plötzlich auf der Hochzeit der Hauptfigur (gespielt von Simone Simon) erscheint, diese als „Moja Sestra“ („Meine Schwester“) anspricht, um dann wieder völlig aus der Handlung des Films zu verschwinden. Die Szene dauert kaum eine Minute, hinterließ aber bleibenden Eindruck. Edmund G. Bansak schreibt: „Die Ökonomie von Russells Cameo-Auftritt ist bewundernswert und bleibt im Gedächtnis der Zuschauer haften, lange nachdem die wesentlichen Bestandteile der Handlung und der Figuren schon wieder völlig vergessen sind.“ („The economy of Russell's cameo is wondrous and remains etched in viewer's memories long after the more essential concerns of plot and character have been all but forgotten.“)
In der Folge setzte Lewton die Schauspielerin noch in einigen weiteren Horrorfilmen ein. In dem Okkult-Thriller The Seventh Victim (1943, Regie: Mark Robson) spielte sie eine ebenfalls sehr kleine, aber prägnante Rolle, Mimi, eine todkranke Nachbarin der Hauptfigur, die ihre letzten Lebenstage noch einmal voll auskosten möchte. In der Quasi-Fortsetzung zu Katzenmenschen, The Curse of the Cat People (1944, Regie: Robert Wise und Gunther von Fritsch), verkörperte sie dagegen einen zentralen Charakter der Handlung. Die hexenhafte, halbwahnsinnige, von Eifersucht auf ein kleines Mädchen zerfressene Barbara Farren ist eine der Figuren in Elizabeth Russells Filmkarriere, die einer Hauptrolle am nächsten kommen. Schließlich konnte sie in Bedlam (1946, Regie: Mark Robson) als überkandidelte, sensationslüsterne Nichte des Direktors (gespielt von Boris Karloff) der für ihre unmenschliche Behandlung von psychisch Kranken berüchtigten Irrenanstalt Bedlam ungewohnt komödiantische Seiten zeigen.
Lewton besetzte Russell außerdem auch in dem nicht dem Horror-Genre zugehörigen Film Youth Runs Wild (1944, Regie: Mark Robson), einem Sozialdrama über jugendliche Straftäter, in einer kleineren Rolle. Ansonsten spielte sie, unabhängig von Lewton, noch in drei weiteren Horrorfilmen mit. In der Monogram-Produktion The Corpse Vanishes (1942, Regie: Wallace Fox) war sie eine alternde osteuropäische Gräfin, die nachts in einem Sarg schläft und von ihrem Arzt und Ehemann (Bela Lugosi) ständig mit einer Essenz aus Jungfrauenblut versorgt werden muss, um ihre Jugend und Schönheit zu erhalten. Das B-Picture greift, als erster Film überhaupt, einige Elemente aus der Legende um Elisabeth Báthory auf, die ihrerseits später in dem italienischen Film Der Vampir von Notre Dame erneut verwendet wurden, somit kann man Russell wohl als erste (inoffizielle) Darstellerin der „Blutgräfin“ betrachten. Im Geisterhaus-Klassiker Der unheimliche Gast (1944, Regie: Lewis Allen) erscheint sie als Gespenst der früheren Hausherrin. In ihren kurzen Auftritten als Geist ist sie, verschwommen und durchscheinend, kaum zu erkennen, umso präsenter ist sie im Film dafür auf einem überlebensgroßen Porträt. Schließlich war sie noch in Weird Woman (1944, Regie: Reginald LeBorg), einem Film aus der Mystery-Reihe The Inner Sanctum mit Lon Chaney jr., als eine Frau zu sehen, die glaubt, ihr Mann sei durch Voodoo zum Selbstmord getrieben worden.
Ihre Leinwandpersönlichkeit beschrieb sie selbst einmal als „weiblichen Bela Lugosi in ständigem Zombie-Zustand“ („A female Bela Lugosi in a constant zombie state“, zitiert nach Harriet Parsons in einem Porträt im Los Angeles Examiner). Aber obwohl Russell Filmpartnerin der drei größten Horrorstars ihrer Zeit (Boris Karloff, Bela Lugosi, Lon Chaney jr.) war und regelmäßig mit einem der profiliertesten Produzenten des Genres (Val Lewton) zusammenarbeitete, erlangte sie selber nie den Status eines Horrorstars. Auch in den Filmen anderer Genres, in denen sie spielte, kam sie selten über Kleinrollen hinaus – in mehr als der Hälfte ihrer 30 Filmauftritte wurde sie nicht einmal im Abspann erwähnt. Eine Ausnahme ist der Mystery-Krimi A Scream in the Dark (1943, Regie: George Sherman), wo sie als totgeglaubte Oberschurkin eine ihrer größten Rollen verkörpert. Eine größere Rolle hatte sie auch in der Komödie So's Your Aunt Emma (1942, Regie: Jean Yarbrough). Erwähnenswert ist zudem noch ihre Rolle in Hitler’s Madman (1943, Regie: Douglas Sirk) über das Attentat auf Reinhard Heydrich (dargestellt von John Carradine) – ihre Figur steht stellvertretend für das Leiden der Bevölkerung von Lidice, sie spielt eine Frau, deren Mann von der Gestapo abgeholt und ihr nach langem Warten in einem Sarg zurückgebracht wird.
Die Val-Lewton-Produktion Bedlam war der letzte Film, für den Elizabeth Russell noch Screen Credits erhielt. Danach folgten nur noch wenige Kleinrollen. 1951 plante Lewton einen neuen Film für Stanley Kramer, My Six Convicts, in dem er Russell gern besetzt hätte, er starb aber noch vor dessen Fertigstellung an einem Herzanfall, und der Film wurde ohne Mitwirkung Russells gedreht. Ihre letzte Filmrolle spielte sie 1960 in Von der Terrasse (Regie: Mark Robson). Danach zog sich Elizabeth Russell aus dem Filmgeschäft zurück und widmete sich hauptsächlich dem Schreiben von Theaterstücken. Ihren Lebensabend verbrachte sie, die als Kind katholisch erzogen worden war, in einem Nazarenerinnen-Nonnenkloster in Los Angeles.

## Filmografie (Auswahl)
- 1936: Forgotten Faces
- 1936: Girl of the Ozarks
- 1936: Hideaway Girl
- 1942: So's Your Aunt Emma
- 1942: The Corpse Vanishes
- 1942: Katzenmenschen (Cat People)
- 1943: Hitler’s Madman
- 1943: The Seventh Victim
- 1943: A Scream in the Dark
- 1944: Der unheimliche Gast (The Uninvited)
- 1944: Weird Woman
- 1944: The Curse of the Cat People
- 1944: Youth Runs Wild
- 1945: Frühling des Lebens (Our Vines Have Tender Grapes)
- 1946: Bedlam
- 1960: Von der Terrasse (From the Terrace)